# Hemiechinus collaris
Hemiechinus collaris är en däggdjursart som först beskrevs av Gray 1830.  Hemiechinus collaris ingår i släktet långörade igelkottar, och familjen igelkottdjur. IUCN kategoriserar arten globalt som livskraftig. Inga underarter finns listade i Catalogue of Life.
Denna igelkott förekommer främst i västra Indien och i angränsande regioner av Pakistan. Isolerade populationer finns i norra Indien och i norra Pakistan. Arten vistas i låglandet och i bergstrakter upp till 2000 meter över havet. Hemiechinus collaris lever i öknar och halvöknar men den har sitt tillhåll där nära vattenansamlingar. Arten besöker även jordbruksmark. Individerna är aktiva på natten och de gräver ibland i marken.
Arten når en kroppslängd av 14 till 18 cm. Den har mörkbruna taggar och mörkbrun päls. I ansiktet och vid hakan är pälsen ljusare.
Födan utgörs främst av insekter och andra ryggradslösa djur. Dessutom äts små ryggradsdjur, kadaver och frukter.